# Alan Keyes

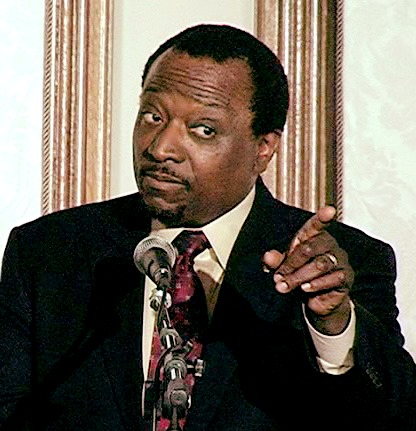
Alan Keyes

Alan Keyes (Long Island (New York), 7 augustus 1950) is een Amerikaans politicus.
Keyes was ooit ambassadeur  bij de Verenigde Naties. In 1996 en in 2000 probeerde hij zich door de Republikeinse Partij te laten nomineren als kandidaat voor de Amerikaanse presidentsverkiezingen. Op 14 september 2007 stelde hij zich kandidaat voor de Republikeinse presidentsnominatie van 2008.
- International Standard Name Identifier: 0000 0000 2854 5089
- Library of Congress Control Number: n85343251
- SNAC: w69g8nh2
- Virtual International Authority File: 26064047
- WorldCat: E39PBJjRVvcvJckgPckBGyd4v3